# Tochiōzan Yūichirō
Tochiōzan Yūichirō (nacido el 9 de marzo de 1987 como Yūichirō Kageyama) es un luchador de sumo de Kōchi, Japón. 

## Trayectoria
Hizo su debut profesional en enero de 2005, y alcanzó la categoría de makuuchi en marzo de 2007. Poco después fue galardonado como uno de los lugadores japoneses más prometedores. Su mayor rango ha sido el de sekiwake. Su mejor resultado tuvo lugar en mayo de 2012, cuando perdió el título en el desempate del último día frente a Kyokutenhō.